# Туманность Пузырь
NGC 7635, называемая "Туманность Пузырь" (другие обозначения — LBN 549, Sharpless 162, Caldwell 11) — эмиссионная туманность в созвездии Кассиопея. "Пузырь" образовался в результате звездного ветра от горячей массивной звезды типа Звезда Вольфа — Райе SAO 20575 (BD+60 2522), имеющей видимую звездную величину 8,7 и массу в 10-40 солнечных. Сама туманность является частью гигантского молекулярного облака, расположенного на расстоянии 7100 — 11 000 световых лет от Солнца.
В проекции на небесную сферу находится на расстоянии всего в 35 угловых минут от рассеянного звёздного скопления M 52.
Этот объект входит в число перечисленных в оригинальной редакции «Нового общего каталога».

## Внешние ссылки
- Фотография туманности Пузырь и соседних межзвёздных газо-пылевых облаков.
- Bubble Nebula – NGC 7635.